# PGC 1266
PGC 1266 ist eine Galaxie von unbekanntem Hubble-Typ im Sternbild Andromeda am Nordsternhimmel. Sie ist rund 307 Millionen Lichtjahre von der Milchstraße entfernt und hat einen Durchmesser von um die 25.000 Lichtjahren. Das Objekt könnte gravitativ an NGC 76 gebunden sein.